# Jürgen Erich Scheel

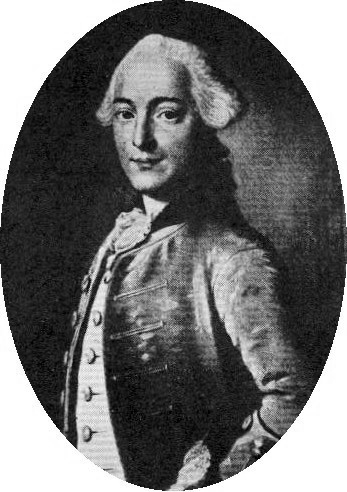
Jürgen Erich Scheel (1737–1795)

 Jürgen Erich Scheel (auch: Jürgen Erik Scheel, dänisch: Jørgen Erik Skeel) (* 4. Februar 1737 auf Schloss Nordborg; † 11. Januar 1795 in Kopenhagen) war ein Königlich-dänischer Staatsminister, Träger des Elefanten-Ordens und Landdrost (Landrat) der Herrschaft Pinneberg.

## Leben
Er war ein Sohn des Geheimrates Holger Scheel (* 2. April 1699; † 9. März 1764) und dessen Ehefrau Regitze Sophie geb. Gyldenkrone  (* 22. Mai 1706; † 27. Oktober 1779). Seine Tochter Sophie Eleonore Friederike war mit  Friedrich Carl Emil von Schleswig-Holstein-Sonderburg-Augustenburg (* 8. März 1767 im Schloss Augustenburg; † 14. Juni 1841 in Leipzig), Sohn des Herzogs Friedrich Christian I., verheiratet.
Er wurde auf Schloss Nordborg geboren, wurde 1755 Hofjunker und stieg 1758 zum Kammerherrn auf. 1762 wurde er Mitglied der Kopenhagener Freimaurerloge St. Martin und 1766 zum Stiftsamtmann von Bergen ernannt. Für seine Verdienste wurde er 1769 Ritter des Dannebrogordens und 1770 Abgeordneter im Finanscollegiet (Finanzkollegium). Von 1770 bis 1784 war Scheel Landdrost der Herrschaft Pinneberg und ließ 1771 das vielbeachtete herrschaftliche Barockhaus im Pinneberger Fahlskamp erbauen, das 1966 abgerissen wurde. Seine Frau Anne Dorothea geb. von Ahlefeldt (* 11. November 1743; † 25. April 1805), die er am 30. August 1765 heiratete, war die Nichte seines Amtsvorgängers Hans von Ahlefeldt (1710–1780). Aus dieser Ehe entstammten 13 Kinder. Gleichzeitig war Scheel ab 1771 Amtmann in Tondern.
1772 war er Nr. 9 der 35 Richter im Scheidungsverfahren zwischen dem König Christian VII. von Dänemark und Norwegen und der Königin Caroline Mathilde. Im Jahr 1779 erfolgte die Ernennung zum Geheimrat und 1784 zum Stiftamtmann in Christiania (heute die Stadt Oslo) sowie zum Vorsitzenden der Generaltoldkammeret (Generalzollkammer). Nachdem Scheel im Jahr 1788 zum Oberrichter des Obersten Gerichtshofs ernannt worden war, wurde er am 31. Juli 1790 Ritter des Elefanten-Ordens.
Nach ihm wurde am 26. Februar 1968 der Scheelring in Hamburg-Schnelsen benannt.